# Cis brevehirsutus
Cis brevehirsutus es una especie de coleóptero de la familia Ciidae.

## Distribución geográfica
Habita en Camerún.